# Sân bay Poura
Sân bay Poura (ICAO: DFCR) là một sân bay ở Poura, Burkina Faso.